# 判别模型
在机器学习领域判别模型是一种对未知数据 {\displaystyle y} 与已知数据 {\displaystyle x} 之间关系进行建模的方法。判别模型是一种基于概率理论的方法。已知输入变量 {\displaystyle x} ，判别模型通过构建条件概率分布 {\displaystyle P(y|x)} 预测  {\displaystyle y} 。
与生成模型不同，判别模型不考虑 {\displaystyle x}  与 {\displaystyle y} 间的联合分布。对于诸如分类和回归问题，由于不考虑联合概率分布，采用判别模型可以取得更好的效果。而生成模型在刻画复杂学习任务中的依赖关系方面则较判别模型更加灵活。大部分判别模型本身是监督学习模型，不易扩展用于非监督学习过程。实践中，需根据应用的具体特性来选取判别模型或生成模型。

## 种类
- 邏輯斯諦迴歸
- 线性回归
- 支持向量机
- 提升方法
- 条件随机场
- 人工神经网络
- 随机森林
- 感知器